# Disphragis cervina
Disphragis cervina is een vlinder uit de familie van de tandvlinders (Notodontidae). De wetenschappelijke naam van de soort is voor het eerst geldig gepubliceerd in 1886 door Heinrich Benno Moschler.